# Pseudoboodon boehmei
Pseudoboodon boehmei — вид змій родини Lamprophiidae. Ендемік Ефіопії. Вид названий на честь німецького герпетолога Вольфганга Бьома.

## Поширення і екологія
Pseudoboodon boehmei мешкають на південному заході Ефіопському нагір'ї. Вони живуть в гірських тропічних лісах та на високогірних луках. Зустрічаються на висоті від 800 до 2150 м над рівнем моря.